# Rebecca Wiasak
Rebecca Wiasak (ur. 24 maja 1984 w Geelong) – australijska kolarka torowa i szosowa, trzykrotna medalistka mistrzostw świata.

## Kariera
Największy sukces w karierze Rebecca Wiasak osiągnęła w lutym 2015 roku, kiedy wywalczyła złoty medal w indywidualnym wyścigu na dochodzenie podczas mistrzostw świata w Paryżu. W zawodach tych wyprzedziła bezpośrednio Jennifer Valente z USA oraz swą rodaczkę, Amy Cure. Wynik ten powtórzyła na rozgrywanych rok później mistrzostwach świata w Londynie, wyprzedzając Polkę, Małgorzatę Wojtyrę i Annie Foreman-Mackey z Kanady. Startuje także w wyścigach szosowych, zdobyła między innymi srebrny medal mistrzostw Oceanii w indywidualnej jeździe na czas w 2012 roku.